# Nasutitermitinae

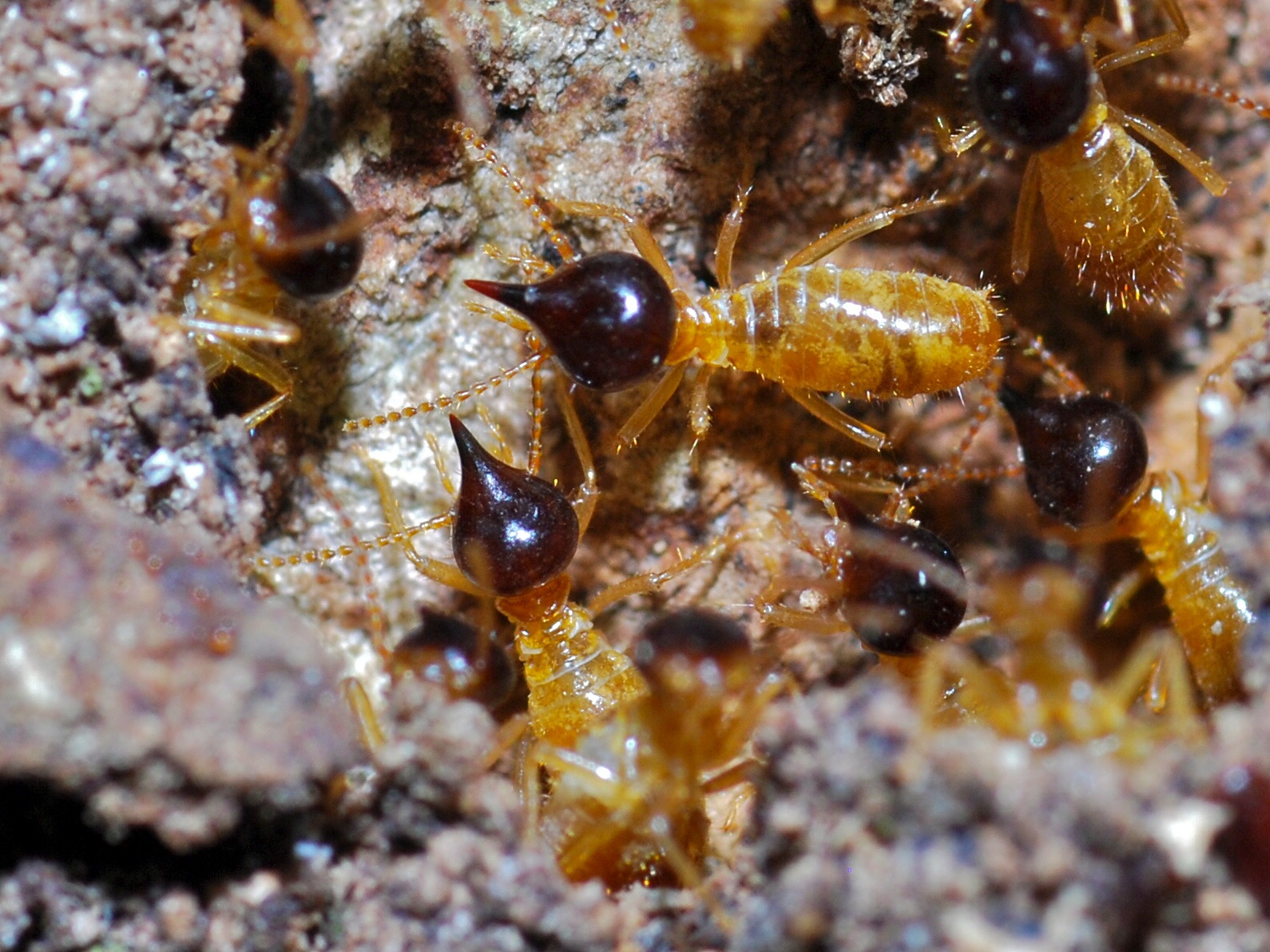
Nasutitermes corniger

Nasutitermitinae es una subfamilia de termitas, que contiene los siguientes géneros: Se caracterizan por la ausencia de mandíbulas visibles y por un proceso puntiagudo al frente de la cabeza.

## Géneros
- Aciculioiditermes
- Aciculitermes
- Afrosubulitermes
- Agnathotermes
- Ahmaditermes
- Ampoulitermes
- Angularitermes
- Anhangatermes
- Antillitermes
- Araujotermes
- Arcotermes
- Atlantitermes
- Australitermes
- Baucaliotermes
- Bulbitermes
- Caetetermes
- Caribitermes
- Ceylonitermellus
- Ceylonitermes
- Coarctotermes
- Coatitermes
- Coendutermes
- Constrictotermes
- Convexitermes
- Cortaritermes
- Cucurbitermes
- Cyranotermes
- Diversitermes
- Diwaitermes
- Eleanoritermes
- Emersonitermes
- Enetotermes
- Ereymatermes
- Eutermellus
- Fulleritermes
- Grallatotermes
- Havilanditermes
- Hirtitermes
- Hospitalitermes
- Kaudernitermes
- Lacessititermes
- Leptomyxotermes
- Leucopitermes
- Longipeditermes
- Macrosubulitermes
- Malagasitermes
- Malaysiotermes
- Mimeutermes
- Mironasutitermes
- Mycterotermes
- Nasopilotermes
- Nasutitermes
- Ngauratermes
- Niuginitermes
- Obtusitermes
- Occasitermes
- Occultitermes
- Oriensubulitermes
- Paraconvexitermes
- Parvitermes
- Periaciculitermes
- Peribulbitermes
- Postsubulitermes
- Rhadinotermes
- Roonwalitermes
- Rotunditermes
- Rounditermes
- Sinonasutitermes
- Sinqasapatermes
- Snootitermes
- Spatulitermes
- Subulioiditermes
- Subulitermes
- Tarditermes
- Tenuirostritermes
- Thailanditermes
- Triangularitermes
- Trinervitermes
- Tumulitermes
- Velocitermes
- Verrucositermes
- Xiaitermes